# Tomm Moore
Tomm Moore (Newry, Irlanda del Nord, 7 de gener de 1977) és un animador i director de cinema irlandès. És cofundador de l'estudi d'animació i producció Cartoon Saloon amb Nora Twomey i Paul Young, i amb seu a Kilkenny, Irlanda. Les seves pel·lícules El secret de Kells, La cançó del mar i Wolfwalkers, han estat nominades als Oscar com a millor pel·lícula d'animació de 2010, 2015 i 2021 respectivament.